# مزرعه قلعه‌کهنه کهریز
مزرعه قلعه‌کهنه کهریز نام روستایی در دهستان بالادربند شهرستان کرمانشاه در استان کرمانشاه است. بنا به سرشماری سال ۱۳۸۵ جمعیت این روستا ۵۸ نفر در ۱۴ خانواده بوده‌است.